# SystemVerilog
SystemVerilog — мова опису і верифікації апаратури, що є розширенням мови Verilog.
SystemVerilog був створений на базі мов Superlog (Accellera, 2002). Значна частина функціональності, пов'язаної з верифікацією була взята з мови OpenVera (Synopsys). У 2005 SystemVerilog був прийнятий як стандарт IEEE 1800—2005.
У 2009 стандарт 1800—2005 був об'єднаний з стандартом мови Verilog (IEEE 1364—2005), і була прийнята актуальна версія SystemVerilog — стандарт IEEE 1800—2009.
SystemVerilog може застосовуватися для опису RTL як розширення мови Verilog-2005. Для верифікації використовується об'єктно-орієнтована модель програмування.